# 默恩达尔市镇
默恩达尔市镇是瑞典西部西约塔兰省的一个市镇。其治所位于默恩达尔。默恩达尔市完全位于大哥德堡以内。